# Эгадзе, Омар Ильич
Омар Ильич Эгадзе (груз. ომარ ილიას ძე ეგაძე; род. 28 июля 1939, Тбилиси) — советский борец классического стиля, чемпион и призёр чемпионатов СССР, призёр чемпионата мира, Заслуженный мастер спорта СССР (1971).

## Биография
Увлёкся борьбой в 1955 году. В 1957 году выполнил норматив мастера спорта СССР, а в 1967 году — мастера спорта СССР международного класса. Участвовал в тринадцати чемпионатах СССР. Победитель международных турниров, участник матчевых встреч СССР—ФРГ (1960), Польша—СССР (1961). Оставил большой спорт в 1970 году. Судья всесоюзной категории (1977).
Окончил институт физической культуры (тренер по борьбе), Тбилисский государственный университет и Грузинский политехнический институт (экономика торговли, химик-технолог пищевой промышленности). Работал старшим тренером в Грузинском политехническом институте, вторым тренером сборной Грузинской ССР по классической борьбе, в спортивном обществе «Гантиади».

## Спортивные результаты
- Первенство СССР среди юношей по вольной борьбе 1956 года — ;
- Первенство СССР среди юношей по классической борьбе 1957 года — ;
- Чемпионат СССР по классической борьбе 1957 года — 5-е место;
- Чемпионат СССР по классической борьбе 1958 года — 5-е место;
- Чемпионат СССР по классической борьбе 1960 года — ;
- Чемпионат мира по борьбе 1962 года — ;
- Чемпионат СССР по классической борьбе 1962 года — ;
- Классическая борьба на летней Спартакиаде народов СССР 1963 года — ;
- Чемпионат СССР по классической борьбе 1964 года — ;
- Чемпионат мира по борьбе 1965 года — 14-е место;
- Гран-при Ивана Поддубного 1965 года — ;
- Классическая борьба на летней Спартакиаде народов СССР 1967 года — ;
- Гран-при Ивана Поддубного 1968 года —